# Pandisus parvulus
Pandisus parvulus là một loài nhện trong họ Salticidae.
Loài này thuộc chi Pandisus. Pandisus parvulus được Fred R. Wanless miêu tả năm 1980.